# Tour Cirrus
La tour Cirrus (en finnois : Cirrus ou Vuosaaren tornitalo) est une tour d'habitation située au 9 Chemin Iiluodontie dans le quartier Vuosaari d'Helsinki.

## Description
Le bâtiment a été conçu par le cabinet finlandais d'architecture YIT. Sa construction a débuté en octobre 2004 et s'est achevée le 15 mars 2006.
Elle mesure 86 mètres de haut et est le bâtiment d'habitation le plus haut de Finlande.
Sa façade sud, elle, mesure 92 mètres.
Cirrus offre 140 logements sur 28 étages, dont deux souterrains. Un café et une terrasse d'observation publique prévus à l'origine n'ont pas été réalisés.
Elle se trouve à proximité de la tour Hyperion de la tour Atlas, du centre commercial Columbus, du centre de services Albatrossi et de la Station de métro Vuosaari.

## Photographies du chantier de construction

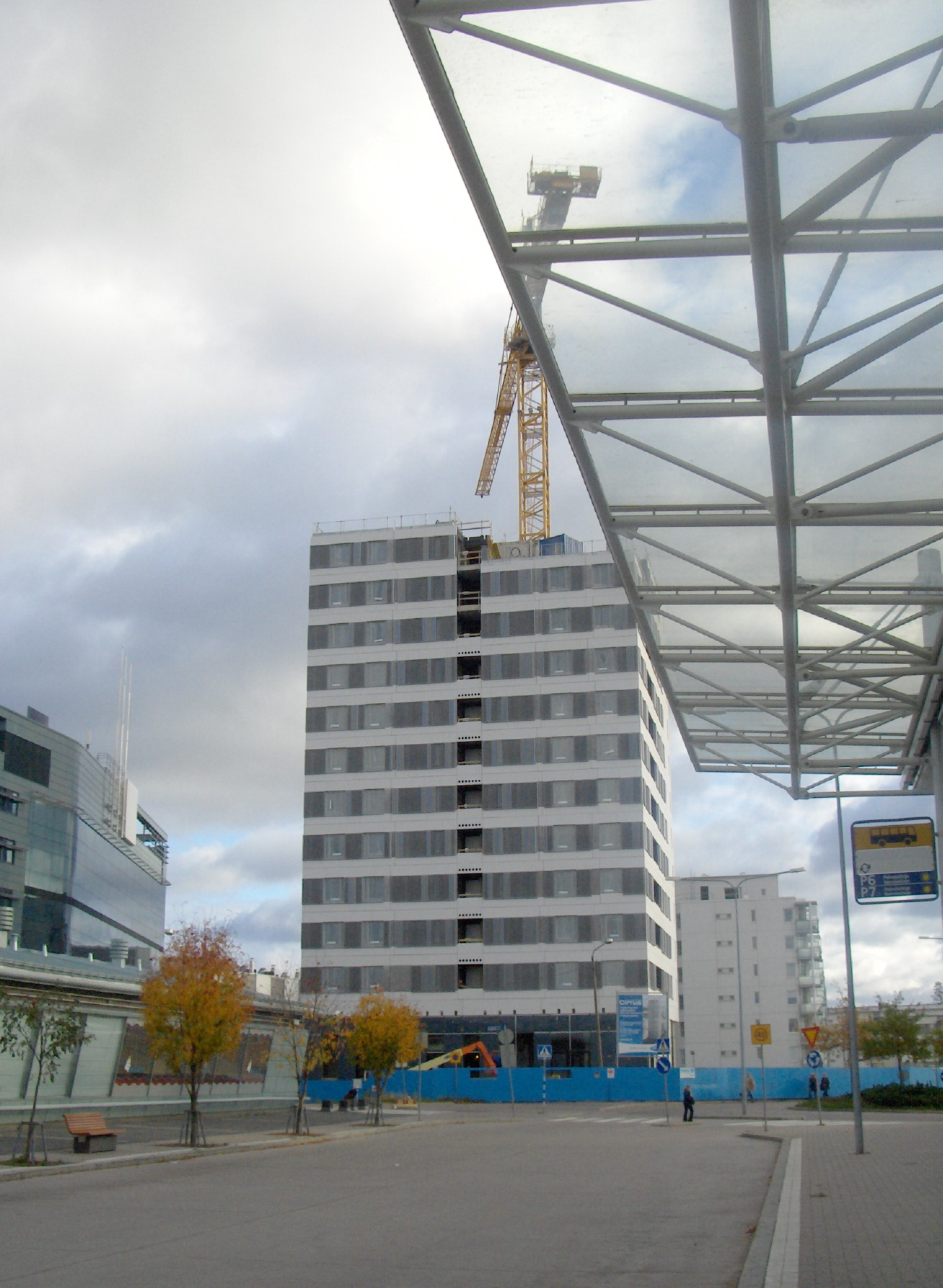
Octobre 2005
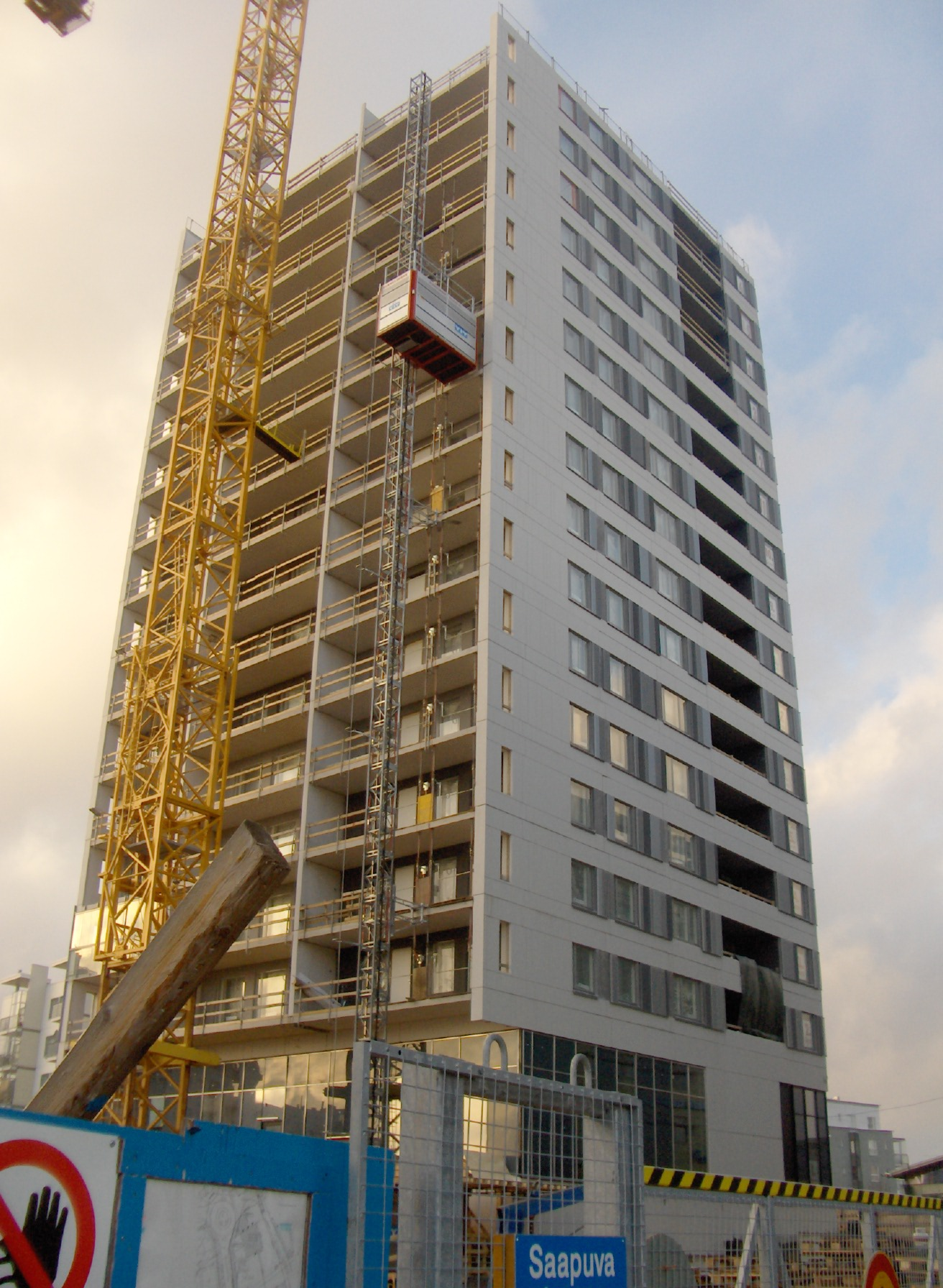
Novembre 2005
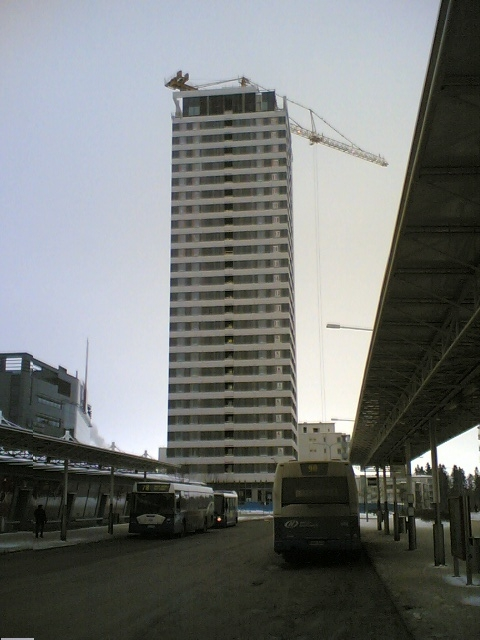
Mars 2006
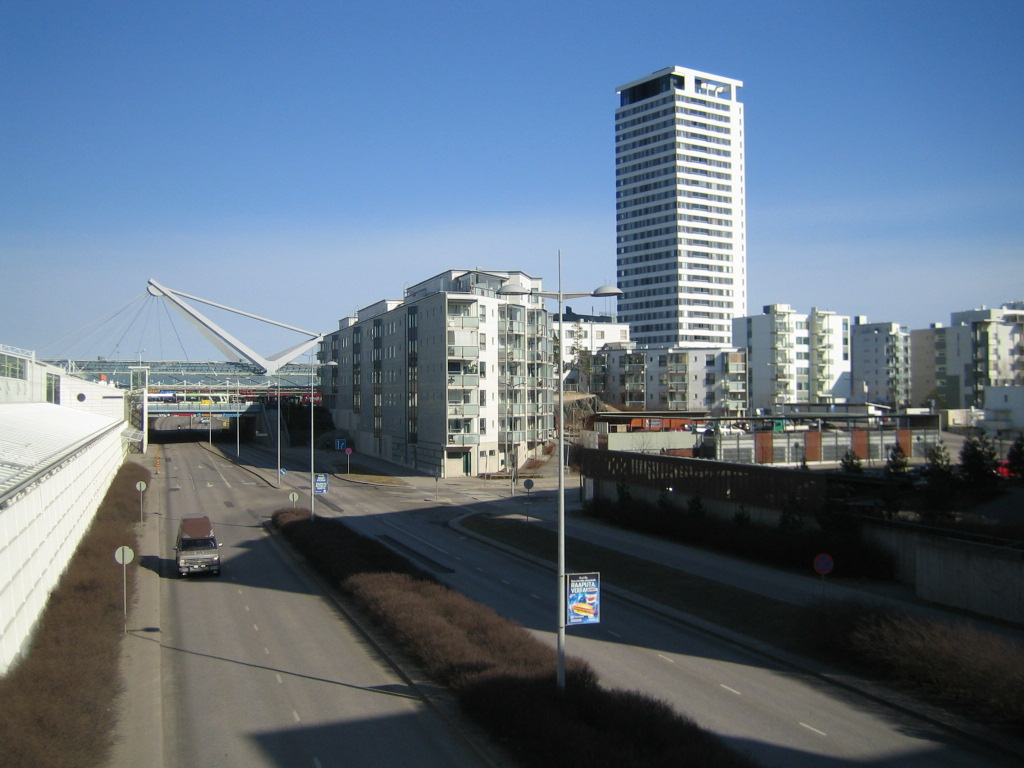
Avril 2007

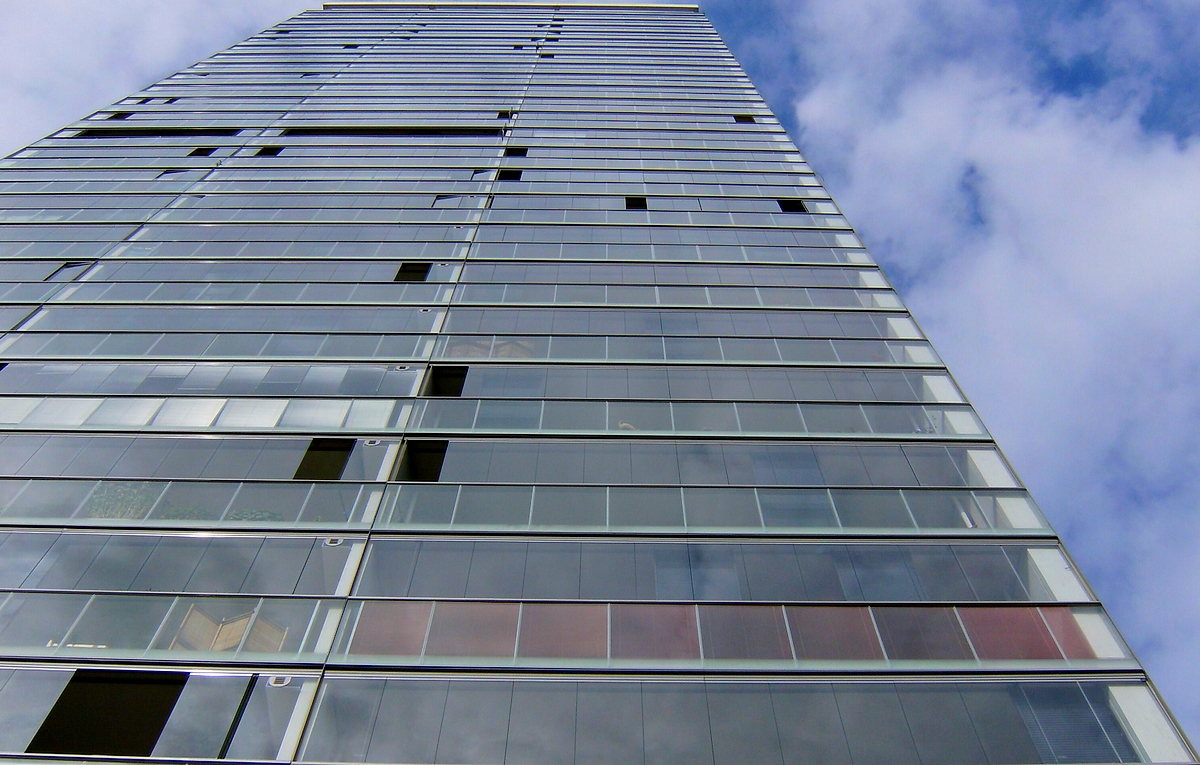
Septembre 2008
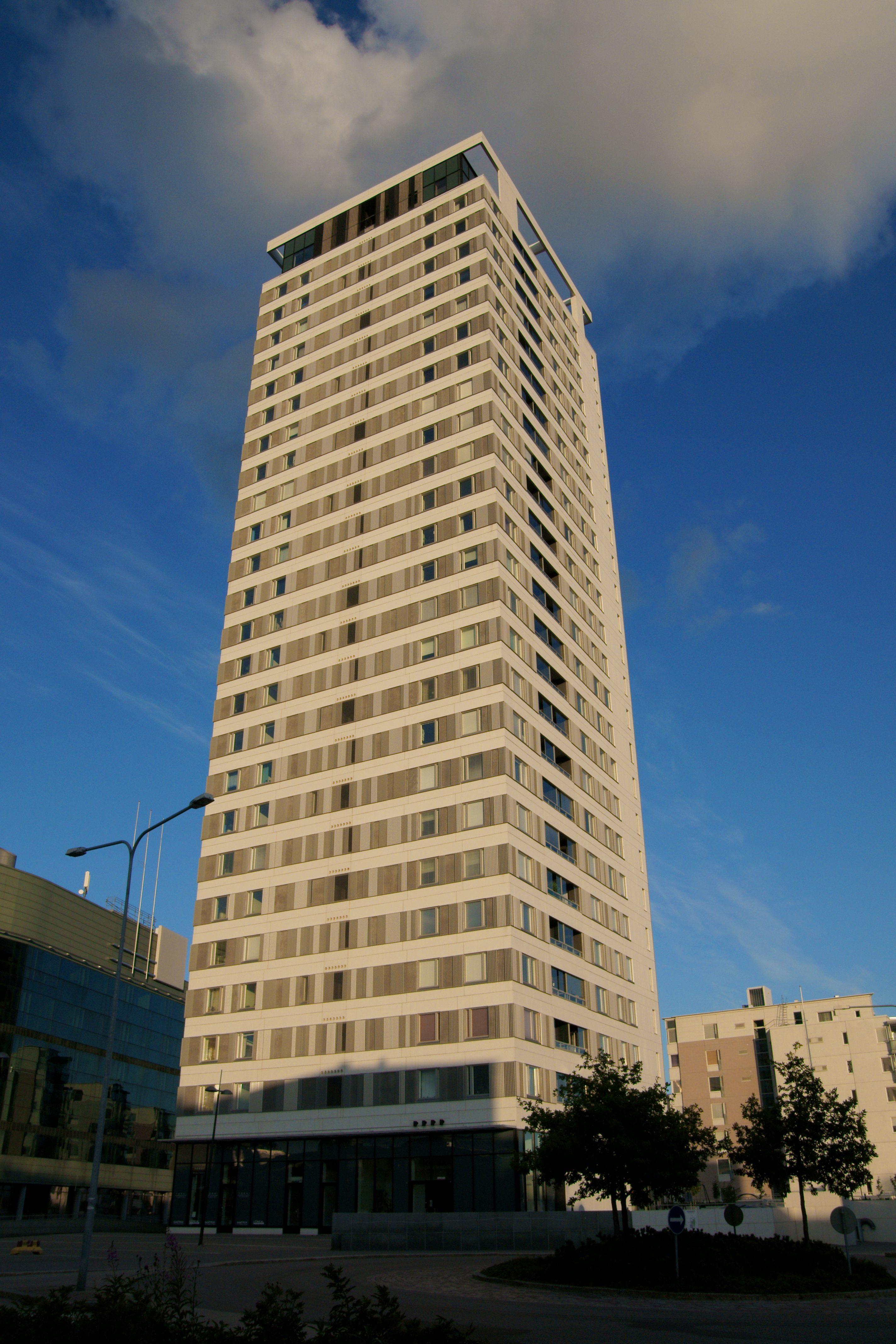
Juillet 2009
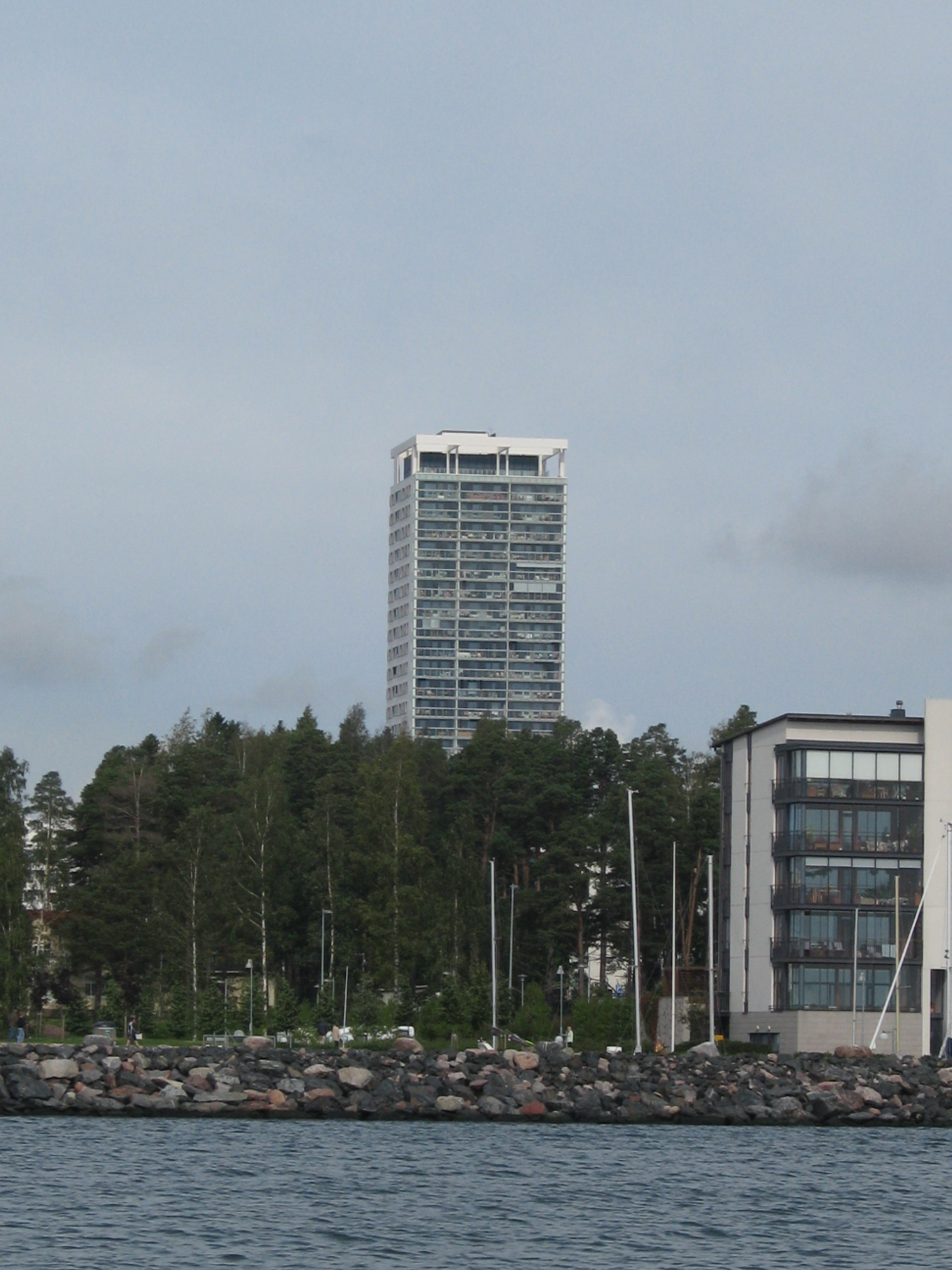
Septembre  2009
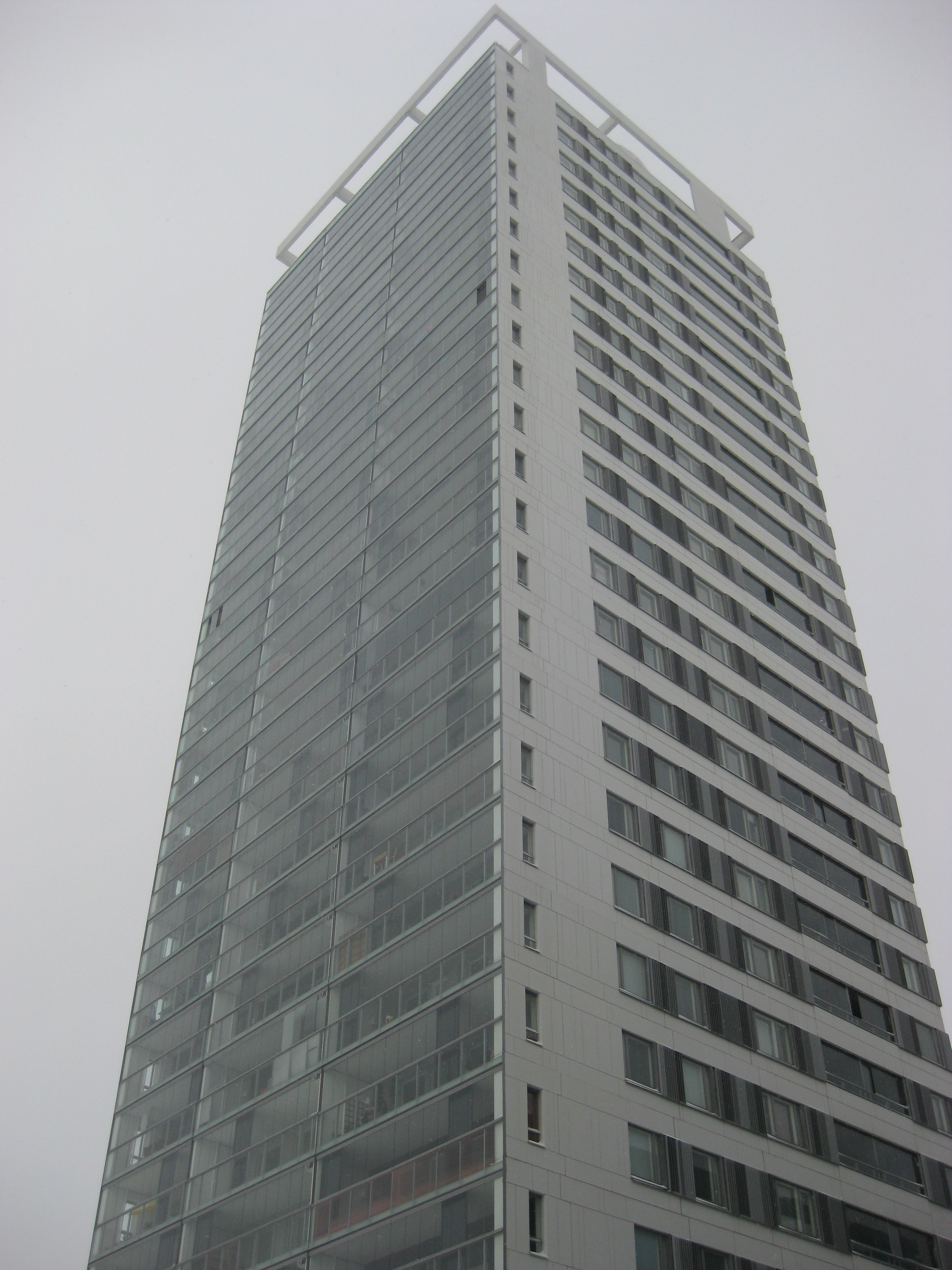
Février 2010